# Kapel van Gageldonk
De Kapel van Gageldonk is een kleine kapel  gelegen in de wijk Gageldonk in de Haagse Beemden in het noorden van Breda.
De kapel bevindt zich achter de Bethlehem kerk niet ver van het Hooghuys. De oorspronkelijke naam in de 14de eeuw is Capelle S. Marie in Gageldonck.

## Geschiedenis
Waarschijnlijk was de eerste kapel een onderdeel van het kasteel en geen afzonderlijk gebouw. In 1438 was Henricus (de) Bye kanunnik van de collegiale kerk in Breda en deken van het kapittel. De vier missen per week leverden een inkomen op van circa vijftig rijnsgulden, waardoor de kapel kon blijven bestaan.
De kapel is toegewijd aan de Heilige Maagd Maria. Ook werd de Heilige Dymphna, de patrones tegen de zwakzinnigheid, in de kapel vereerd, waarvan de feestdag is op 15 mei.
Tijdens de belegeringen van Breda in 1624-1625 en 1637 werden er geen diensten gehouden in de kapel. Tijdens de Reformatie werden katholieke kerkgebouwen ontruimd ten behoeve van de gereformeerde religie.
In het begin van de 20ste eeuw werd de kapel door de pachter van de nabijgelegen boerderij als bergplaats gebruikt. In 1907 werd de kapel ontdekt door leden van de Rijkscommissie. In 1917 werd het gered door H. Rops op een openbare veiling. De vereniging Hendrick de Keyser uit Amsterdam schonk 3000 gulden ter redding van de kapel.
De Stichting Ondersteuning Katechese (STOK), opgericht in december 1993,  houdt de kapel tegenwoordig open voor bezoekers en ondersteunt het behoud van de kapel. Men kan in de kapel even tot rust komen en kracht vinden om in Gods vertrouwen met het leven verder te gaan. De Stichting heeft een programma met diverse vieringen.